# Hurt Somebody (EP)
Hurt Somebody è il primo EP del cantante statunitense Noah Kahan, pubblicato il 12 gennaio 2018 dalla Republic Records.

## Tracce
1. Hurt Somebody (feat. Julia Michaels) – 2:48 (Scott Harris, Noah Kahan)
2. Catastrophize – 3:18 (Todd Clark, Noah Kahan)
3. Passenger – 3:58 (Todd Clark, Noah Kahan, Sacha Skarbek)
4. Please – 4:12 (Noah Kahan, Per Kristian Ottestad)
5. Hurt Somebody – 2:48 (Scott Harris, Noah Kahan)

Durata totale: 17:04